# Сремски санџак
Сремски санџак (тур. Sirem sancağı) био је једна од административних јединица Османског царства.  Није могуће прецизно утврдити датум оснивања санџака, али се може претпоставити да је одлука о његовом формирању била донесена између 1537. године, када су окончана турска освајања угарских тврђава у Сремској и Вуковској жупанији и 1546. године када се Сремски санџак први пут помиње у изворима.. Санџак се налазио на подручју Срема, по којем је и добио име, а припадао је Будимском пашалуку. Управно средиште Сремског санџака било је у граду Митровица а његова западна граница чинили су ободи Осијечког поља и горњи ток реке Босута.

## Управна подела
1583/87. године, Сремски санџак је био подељен у неколико нахија: 
- Митровица
- Илок
- Гргуревци
- Ириг
- Подгајица (Подгорица)
- Варадин
- Срем
- Моровић

1667. године, Сремски санџак се делио у неколико кадилука:
- Митровица
- Илок
- Будим
- Ириг
- Нијемци
- Рача
- Вуковар
- Гргуревци
- Сланкамен

## Становништво
Сремски санџак су углавном насељавали православни Срби и муслимани различитог етничког порекла. Становништво у селима било је претежно српско, док је становништво градова било етнички и верски шаролико. Највећи град у Сремском санџаку била је Митровица, која је, према подацима из 1545/1548. године била углавном насељена Србима, а према подацима из 1566/69. углавном муслиманским становништвом.
У попису из 1569. године на простору Сремског санџак регистровано 10 264, а две деценије касније 8 686 хришћанских пописних домаћинстава. Ако би се претпоставило да је хришћанско домаћинство у просеку имало 6 до 10 чланова, то би значило да је у другој половини XVI века на овом простору живело између 50 и 100 000 хришћана и око 10 000 муслимана. Хришћани су у турским пописима као већинско становништво регистровани у више од 400 насеља, међу којима су највећи били Карловци. Муслимани су претежно били настањени у касабама и варошима.